# Side (Caria)
Side (en griego antiguo, Σίδη) fue un antiguo asentamiento de Caria.
Según Plinio el Viejo, Alejandro Magno unió a Halicarnaso seis ciudades en sinecismo, y entre las seis cita la ciudad de Side, junto a Teángela, Medmasa, Uranio, Pédaso y Telmiso. Estrabón, sin embargo, señala que este sinecismo habría sido realizado, con anterioridad, en época de Mausolo (en torno al año 370 a. C.)